# Hryhorij Kuropjatnikow

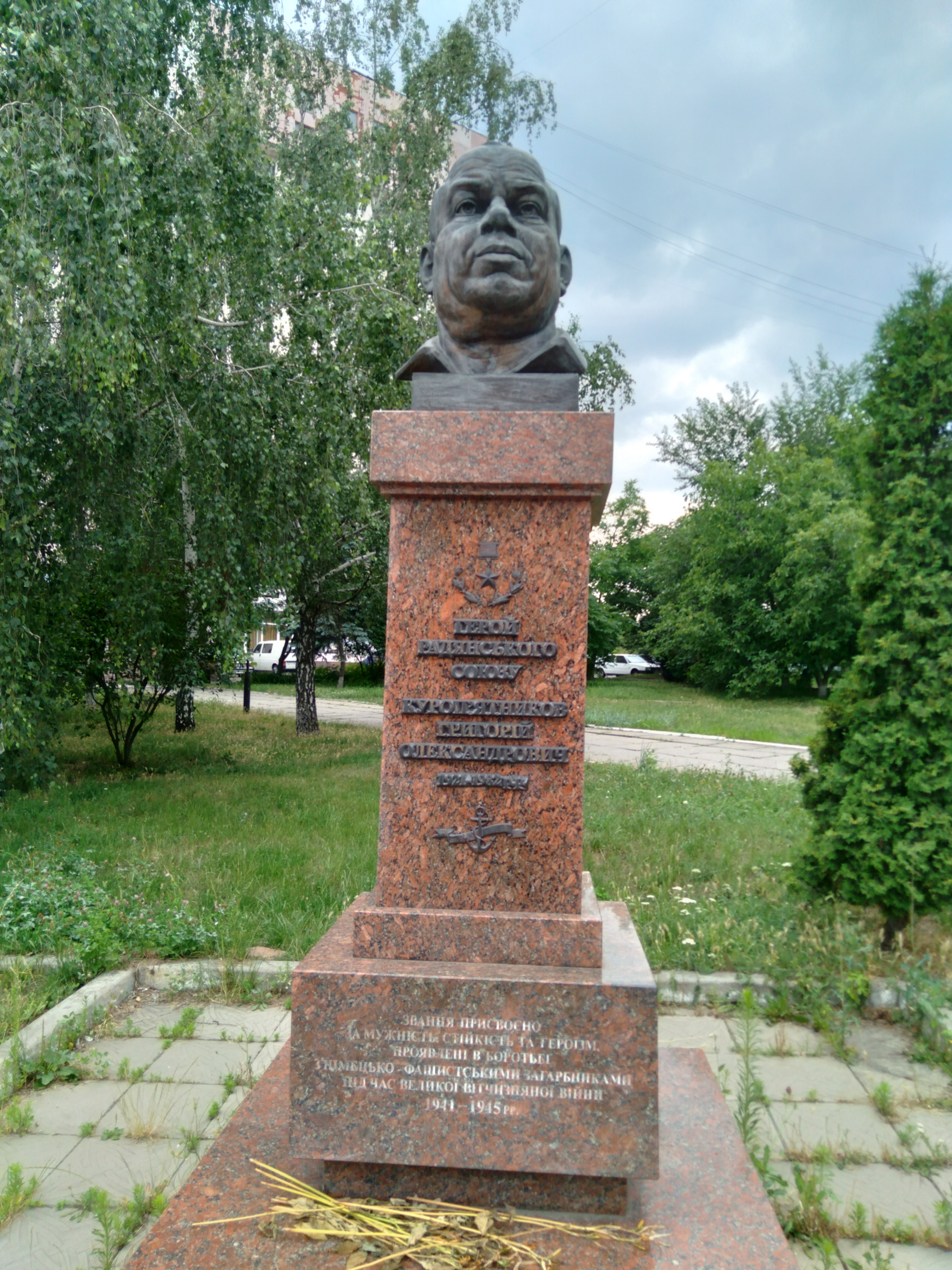
Denkmal in Kropywnyzkyj, 2023

Hryhorij Olexandrowitsch Kuropjatnikow (Ukrainisch Григорій Олександрович Куроп'ятников; * 24. Januar 1921 in Jelisawetgrad; † 25. Februar 1982 in Kirowograd) war ein Held der Sowjetunion und während des Zweiten Weltkriegs Kommandant eines Minensuchbootes der Schwarzmeerflotte.

## Leben
Hryhorij Kuropjatnikow wurde am 24. Januar 1921 in Jelisawetgrad geboren. Er arbeitete als Dreher in der Landmaschinenfabrik „Chervona Zirka“ (heute Elworthy-Fabrik).
Ab 1939 diente er in den Grenztruppen des NKWD. Er absolvierte eine Kampfausbildung in Sewastopol und wurde anschließend dem Boot „SK-065“ der Schwarzmeerflotte zugeteilt.
Ab dem 22. Juni 1941 kämpfte er im Zweiten Weltkrieg, als die Grenzschiffabteilung zur Schwarzmeerflotte übertragen wurde. Kuropjatnikow kämpfte zunächst als Maschinengewehrschütze und war ab September 1941 Kommandeur der Bergarbeiterdivision. Er beteiligte sich im Sommer 1941 an Militäroperationen an der Donaumündung zur Verteidigung von Odessa und Sewastopol. Im Dezember 1941 wurde sein Boot zum Marinestützpunkt Tuapse verlegt, als Teil davon landete es im Dezember 1941 auf der Halbinsel Kertsch und evakuierte von dort im Mai 1942 die besiegten Truppen der Krimfront, verteidigte 1942 die kaukasische Küste, beteiligte sich an den Landungen bei Noworossijsk im Februar 1943 und an der Sicherung des sowjetischen Brückenkopfes.
Am 25. März 1943 verhinderte Hryhorij Kuropjatnikow die Vernichtung seines Bootes, indem er den Angriff von Luftwaffen-Flugzeugen mit Maschinengewehrfeuer im Gebiet des Dorfes Diwnomorskoje (heute Verwaltung der Stadt Gelendschik) abwehrte. Bei dieser Schlacht wurde er schwer an Brust und Kopf verletzt und verlor seinen linken Arm.
Durch Erlass des Präsidiums des Obersten Sowjets vom 24. Juli 1943 wurde ihm für „vorbildliche Ausführung der Kampfaufgaben des Kommandos an der Front des Kampfes gegen Invasoren und bewiesener Mut und Heldentum“ der Titel eines Helden der Sowjetunion zusammen mit der Gold-Star-Medaille verliehen.
Nachdem er Ende 1943 das Krankenhaus verlassen hatte, wurde er zum Kommandanten des Küstenstützpunkts der Flotte ernannt. Im Mai 1944 wurde er wegen Behinderung demobilisiert. Er lebte in der Stadt Kirowohrad und arbeitete als Disponent.

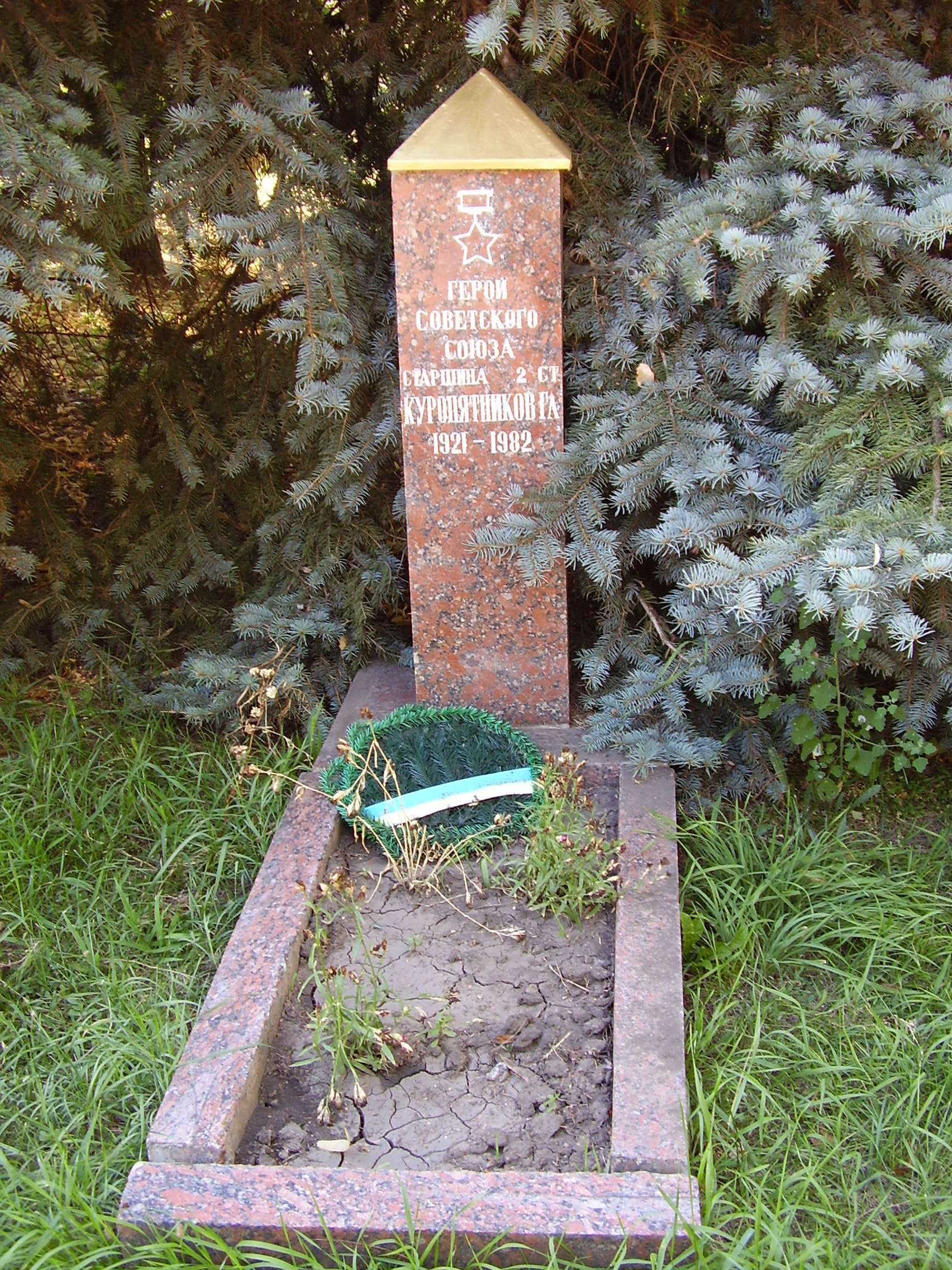
Sein Grab

Er starb am 25. Februar 1982 und wurde in Kropyvnytskyi im Pantheon der Ewigen Herrlichkeit auf dem Territorium der Festung der Heiligen Elisabeth begraben.

## Erinnerung

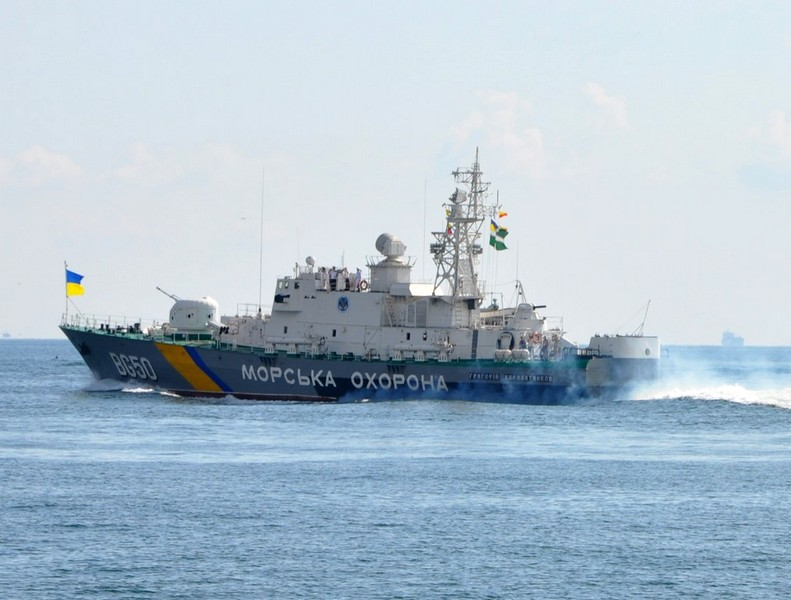

Eine Straße in Kropywnyzkyj und ein Schiff der Küstenwache wurden ihm zu Ehren benannt.